# Niangzipasset
Niangzipasset eller Niangzi Guan (娘子关; Niángzǐ Guān) är ett bergspass och en passage genom kinesiska muren i Taihangbergen i Kina. Niangzipasset ligger 25 km nordost om Yangquan och 8 km nordväst om Gupasset i Shanxi, nära gränsen mot Hebei.
Ursprungligen byggdes passagen under tiden för De stridande staterna (403–221 f.Kr.). Passagen nuvarande utförande uppfördes 1542 under Mingdynastin uppe på en svårintaglig klippa. Passagen har två portar (södra och östra). Under Mingdynastin tillhörde försvaret av Niangzipasset Zhenbao garnison. Historiskt har många militära slag utkämpats vid Niangzipasset och senast under Andra kinesisk-japanska kriget vid Slaget vid Xinkou 1937 gjorde de kinesiska styrkorna reträtt och upprättad en försvarslinje vid Niangzipasset.
Passagen har tidigare hetat Weizepasset innan den under Tangdynastin (618–907) bytte namn till Niangzipasset som direktöversatt betyder "kvinnopasset" efter att passagen vaktades av en grupp kvinnliga soldater. Passagen har även kallats "Kinesiska murens nionde passage" (万里长城第九关).
Niangzipasset ligger 431 meter över havet. Terrängen runt bergspasset är huvudsakligen kuperad. Niangzipasset ligger nere i en dal. Runt Niangzipasset är det ganska tätbefolkat, med 230 invånare per kvadratkilometer. Närmaste större samhälle är Tianchang, 14,1 km öster om Niangzipasset. Trakten runt Niangzipasset består till största delen av jordbruksmark.
Inlandsklimat råder i trakten. Årsmedeltemperaturen i trakten är 14 °C. Den varmaste månaden är juni, då medeltemperaturen är 26 °C, och den kallaste är januari, med −2 °C. Genomsnittlig årsnederbörd är 655 millimeter. Den regnigaste månaden är juli, med i genomsnitt 217 mm nederbörd, och den torraste är december, med 4 mm nederbörd.